# Prohemerobius alysius
Prohemerobius alysius là một loài côn trùng trong họ Prohemerobiidae thuộc bộ Neuroptera. Loài này được Whalley miêu tả năm 1988.